# Freddie Odom
 (août 2025).
Motif : Où sont les sources secondaires, centrées et indépendantes qui montrent que les critères d'admissibilité sont atteints ? L'article en anglais, utilisé pour créer cette traduction, semble avoir été supprimé.
- Archive Wikiwix
- Bing
- Cairn
- DuckDuckGo
- E. Universalis
- Gallica
- Google
- G. Books
- G. News
- G. Scholar
- Persée
- Qwant
- (zh) Baidu
- (ru) Yandex
- (wd) trouver des œuvres sur Wikidata

| 1. | Préciser le motif de la pose du bandeau. | Précisez le motif de la pose du bandeau en utilisant la syntaxe suivante : {{admissibilité à vérifier\|date=août 2025\|motif=remplacez ce texte par le motif}}                    |
| 2. | Informer les utilisateurs concernés.     | Pensez à avertir le créateur de l'article, par exemple, en insérant le code ci-dessous sur sa page de discussion : {{subst:avertissement admissibilité à vérifier\|Freddie Odom}} |

 (août 2017).
Pour les articles homonymes, voir Odom.
Douglas Fred « Freddie » Odom, Jr est un acteur, auteur, enseignant, et un homme politique américain indépendant. En mars 2012, Odom a fait son coming out en tant que personne avec autisme. Il a ensuite été élu maire de Bluffton (Géorgie).
Après avoir réussi à auditionner pour un rôle aux côtés de Victoria Henley dans la pièce Sister Queens, Odom est devenu un acteur régulier dans "Georgia's Official Folk-Life Playé", Swamp Gravy. Il a été élu au Conseil de la Ville de Bluffton en novembre 2010. Après être apparu dans un article sur Swamp Gravy dans le numéro de janvier/février 2012 du Southwest Georgia Living, Odom s'est auto-identifié comme étant une personne autiste dans le numéro suivant.
En 2014, Odom a publié un livre sur ses expériences, intitulé They Can Kill Me, But They Can't Eat Me.